# 托雷佩利切
托雷佩利切（義大利語：Torre Pellice），是意大利都灵省的一个市镇。总面积21平方公里，人口4677人，人口密度222.7人/平方公里（2009年）。ISTAT代码为001275。

## 友好城市
- 義大利瓜尔迪亚皮埃蒙特塞
- 德国默费尔登-瓦尔多夫
- 法國吉耶斯特尔
- 美国瓦尔迪斯